# سد گلابر
سد گلابر یک سد مخزنی در استان زنجان در ایران در ۳ کیلومتری روستای گلابر در شهرستان ایجرود، بر رودخانه سجاس است. موقعیت این سد ۱۶۵۰ متر بالاتر از سطح دریا است.
این سد بزرگ‌ترین سد شهرستان ایجرود و استان زنجان است و از نظر اقتصادی و کشاورزی اهمیت زیادی برای این منطقه دارد. با بهره‌برداری از این سد ۸ هزار هکتار اراضی دیم شهرستان ایجرود به آبی تبدیل شد و آب صنایع از جمله پتروشیمی را تأمین می‌کند. این سد با اهداف تأمین آب کشاورزی، صنایع و خدمات، افزایش تولیدات محصولات کشاورزی، صنایع جانبی و ایجاد شغل احداث شده‌است. با بهره‌برداری از این سد سالانه ۴۶ میلیون متر مکعب آب برای اراضی کشاورزی و صنایع شهرستان تأمین می‌شود.

## مناطق باستانی و گردشگری منطقه
طبیعت گردی، ماهیگیری و قایق‌سواری در دریاچه سد گلابر رواج دارد. در مسیر سد گلابر تا قزل اوزن در شهرستان ایجرود، مکان تالاب مانندی ایجاد شده که انواع پرندگان بومی و مهاجر را به خود جذب کرده‌است و نشست و برخاست پرندگان مهاجر زیبایی خاصی به طبیعت این منطقه بخشیده‌است.
سد گلابر در کنار روستای پلکانی گلابر قرار دارد که همه ساله بسیاری از گردشگران و عکاسان بسیاری برای بازدید از طبیعت زیبا و جاذبه‌های تاریخی چون قلعه مربوط به دوره ساسانیان و مسجد تاریخی موجود در این روستا می‌آیند.

## نگارخانه

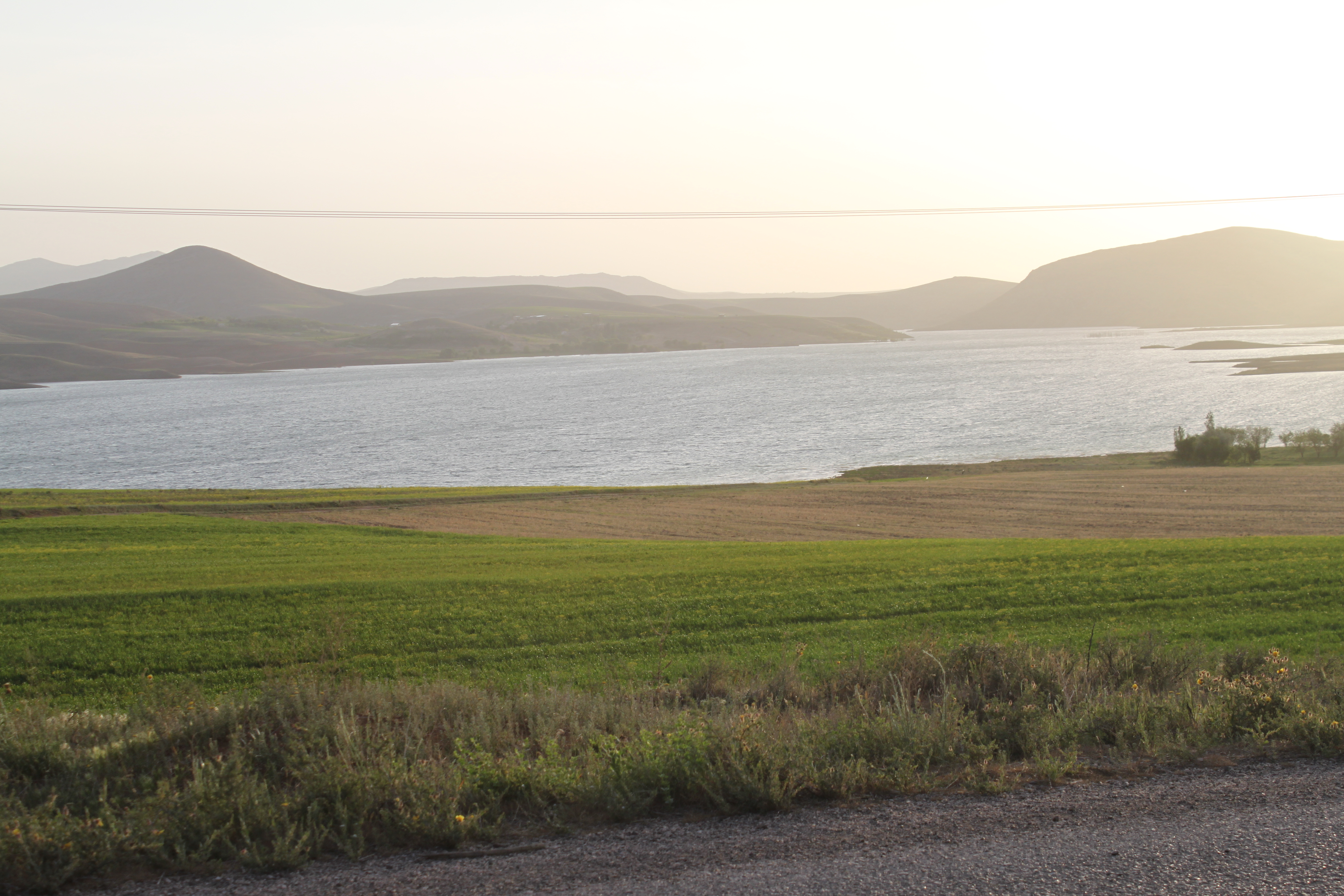
کرانه ساحل دریاچه گلابر
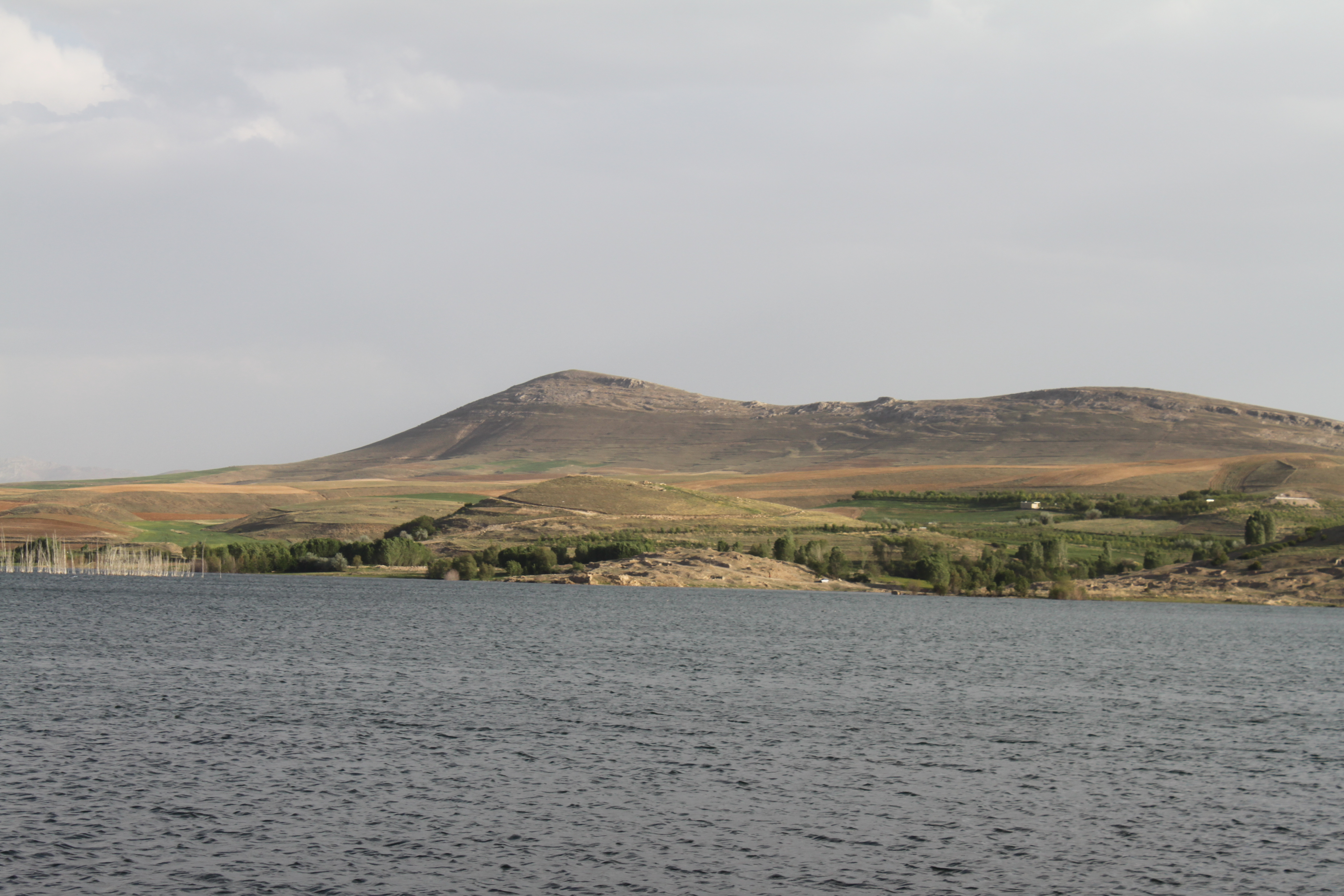
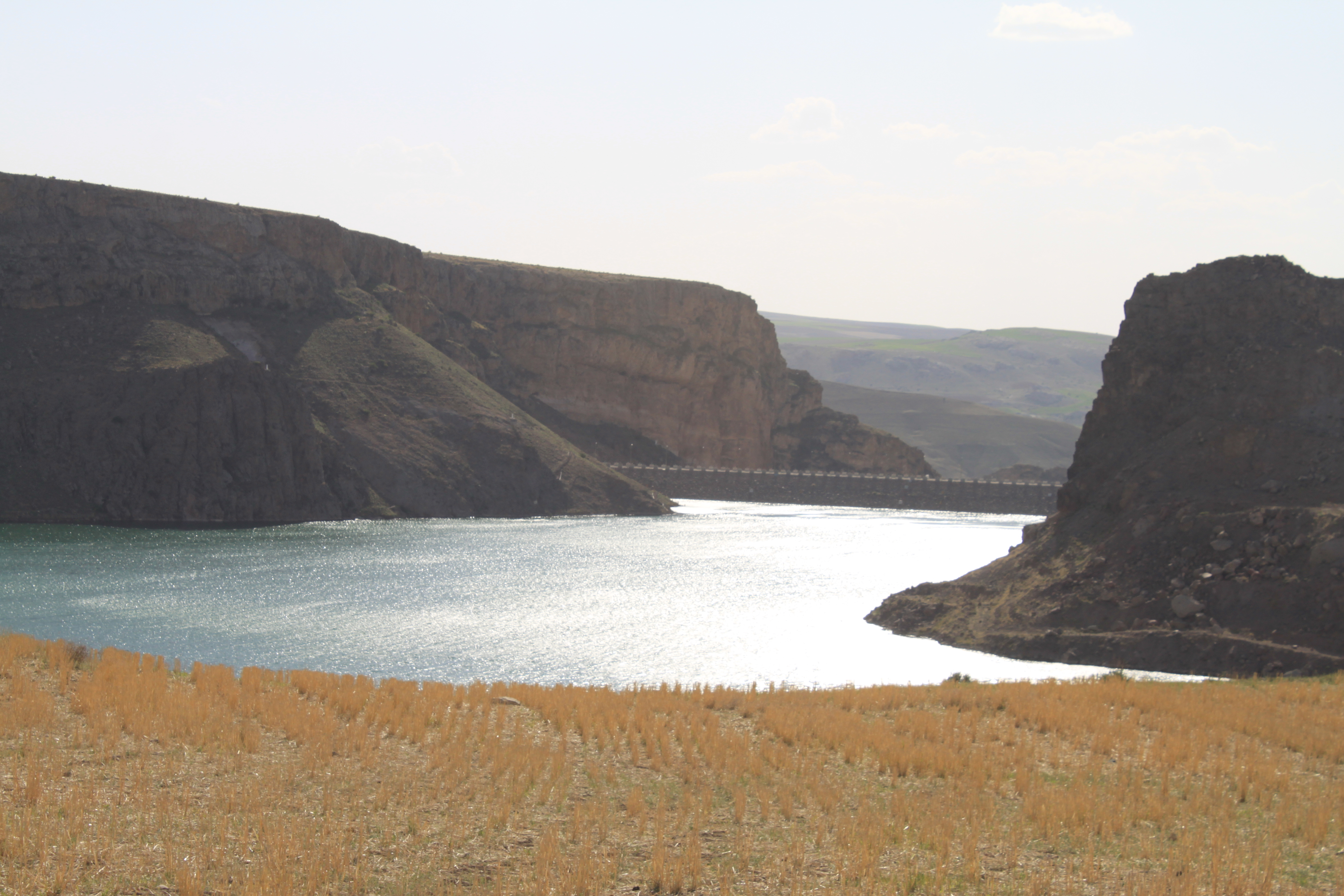
گندمزار در روبه‌رو سد و دریاچه گلابر
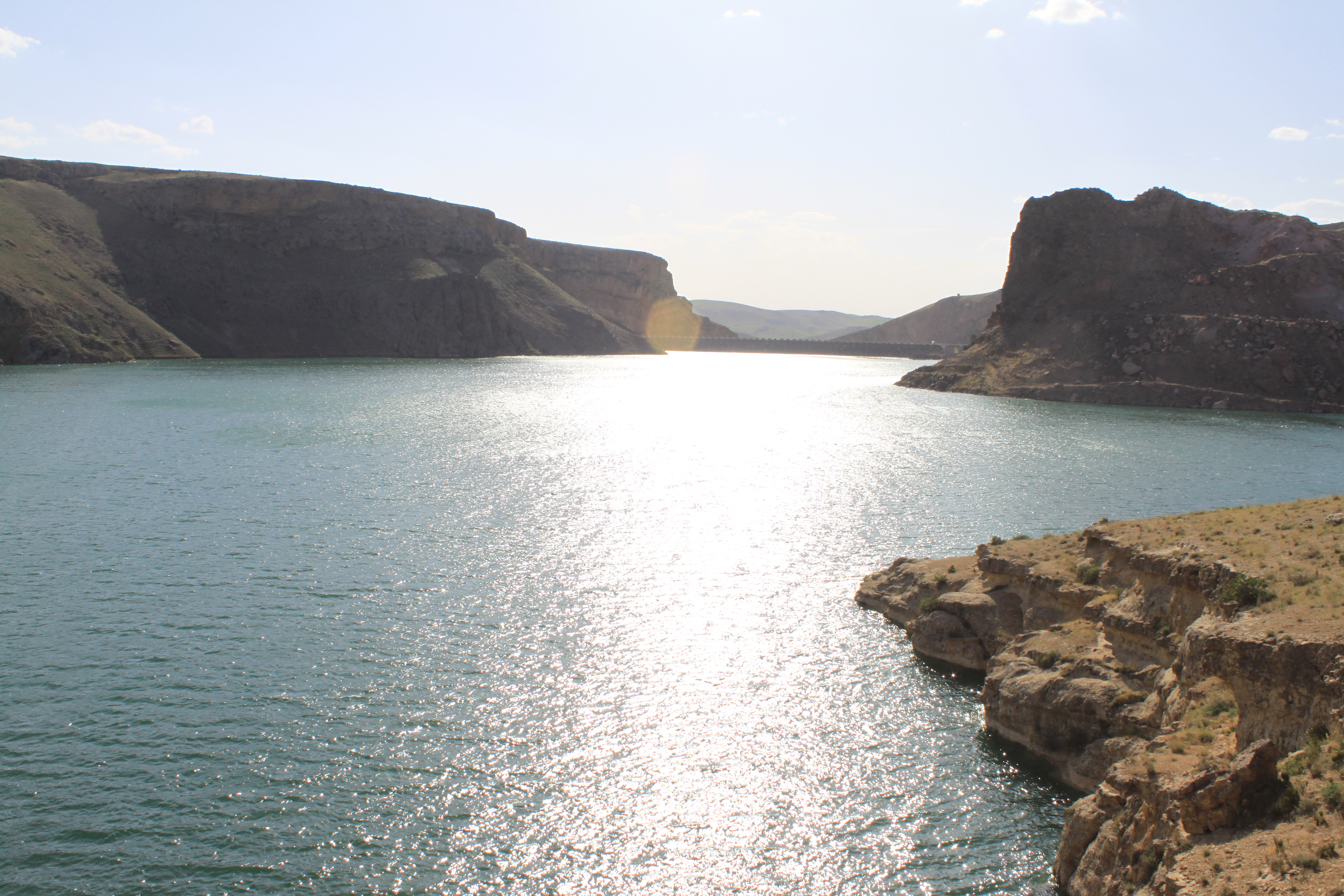
دریاچه گلابر و بدنه سد در رو به رو
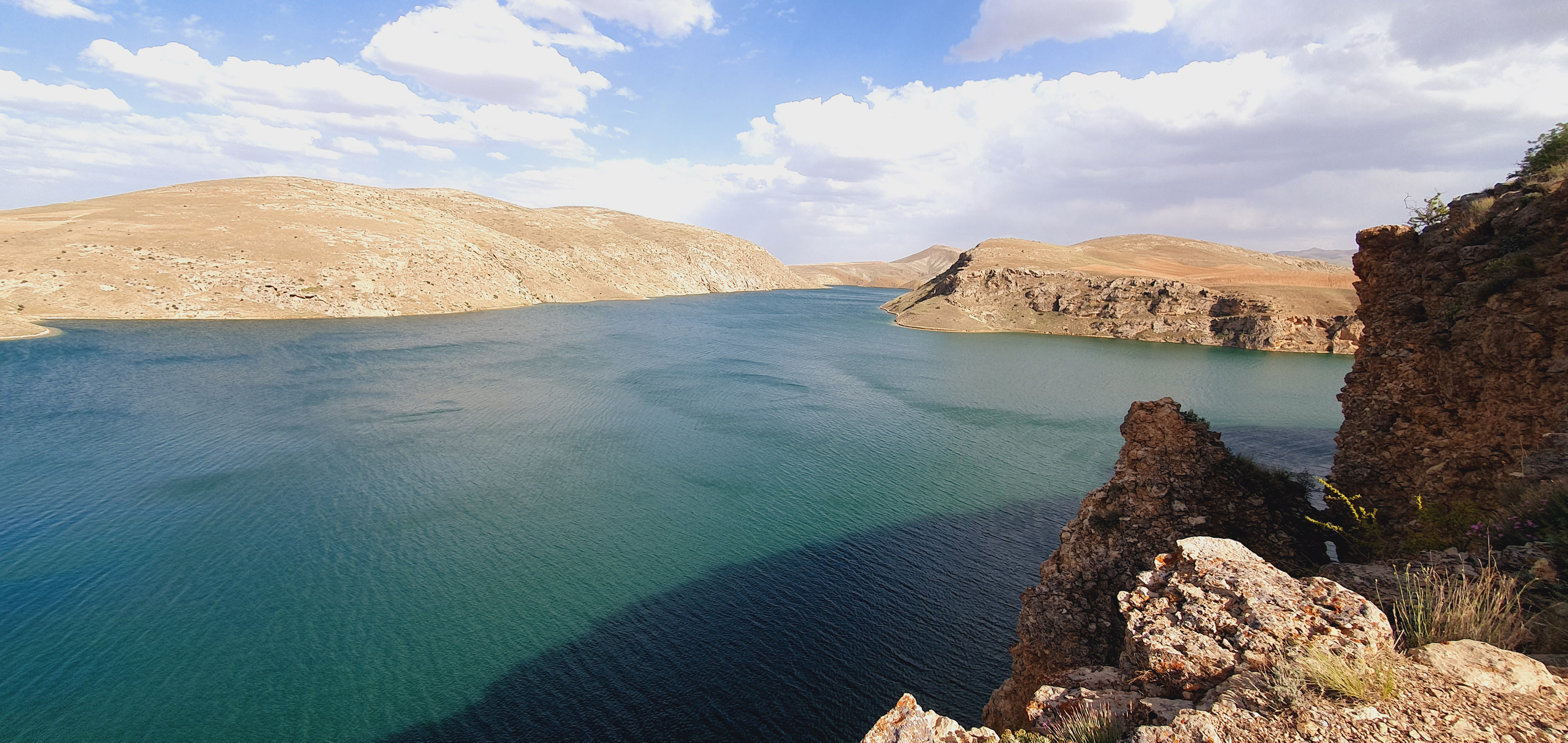
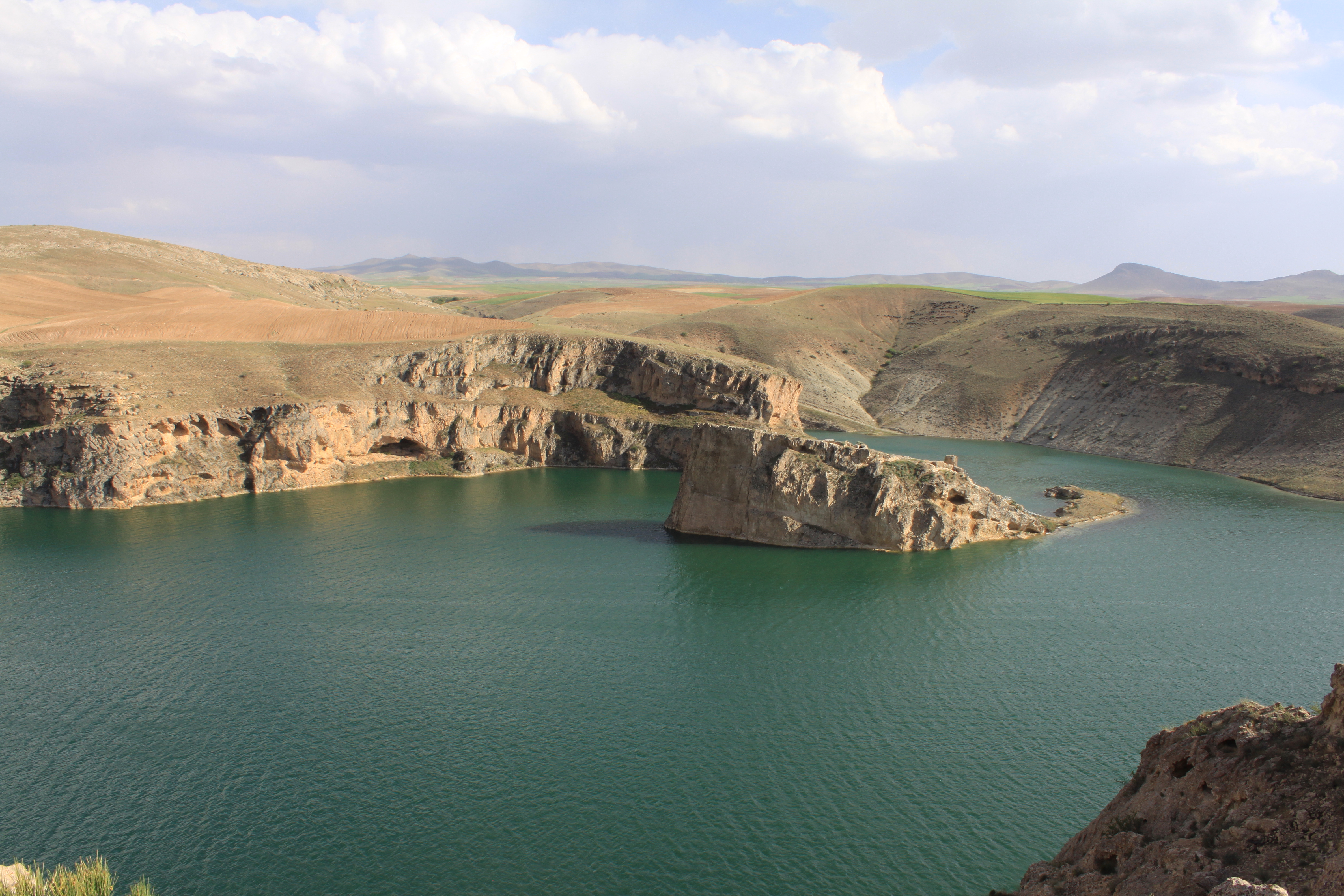
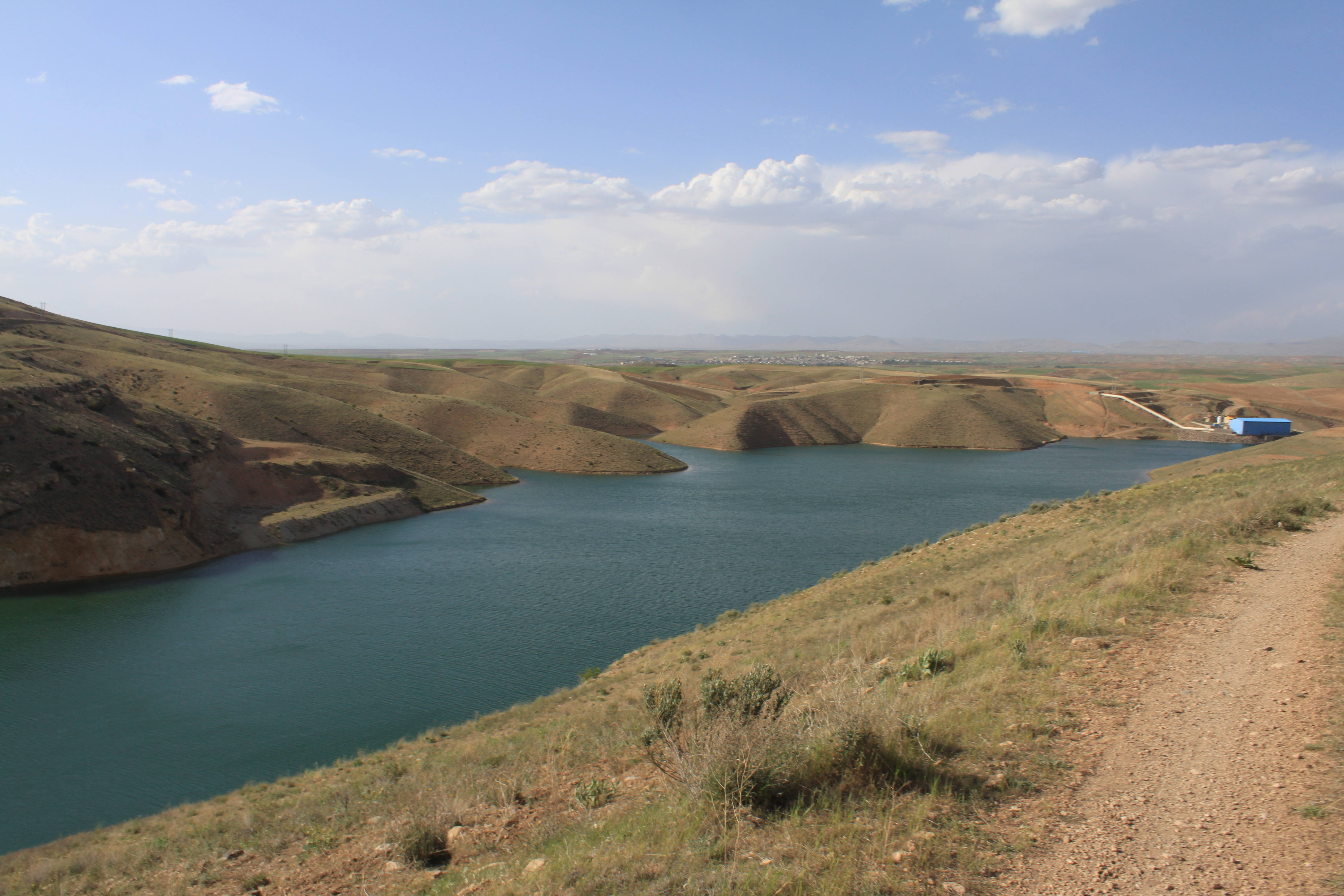